# Taktslag
Taktslag er en underdeling af en takt, normalvis ved 4 eller 3 slag i hhv. taktarterne 4/4 og 3/4. Et taktslag vil almindeligvis være angivet ved en fjerdedelsnode.